# Minecraft: The Story of Mojang
Minecraft: The Story of Mojang (en español: Minecraft: La Historia de Mojang) es un documental hecho en el 2012 que habla de la historia de la compañía Mojang AB y su creación, Minecraft, un videojuego donde los jugadores pueden crear, construir y minar. La película utiliza entrevistas del personal clave de la empresa, incluyendo a Markus Persson (Notch) y Jens Bergensten (Jeb), y declaraciones de personas involucradas en la industria de los videojuegos y jugadores profundamente impactados por el juego. La película es producida por 2 Player Productions y la producción fue financiada a través de una campaña de Kickstarter.
La película fue estrenada por primera vez en Xbox Live el 22 de diciembre de 2012, y estuvo disponible para su descarga y transmisión al día siguiente. 2 Player Productions también subió el documental al índice de torrent The Pirate Bay, pero instó a la gente a considerar la compra de la película.
"The Yogscast" y Peter Molyneux hacen acto de presencia en este documental.

## Contenido
El documental sigue al desarrollador de Minecraft, Mojang, a través del proceso de desarrollo del videojuego. La película también cuenta con puntos de vista de mucha gente en la industria de los videojuegos para discutir la influencia de la popularidad de Minecraft. Entrevistas de Persson y otros empleados de Mojang dan una idea sobre la creación y la expansión del estudio.

## Banda sonora
La banda sonora de la película fue creada por C418, que también ha creado la mayor parte de la música y sonidos para el juego en sí. La música ofrecida es del álbum de C418 One, que contiene 31 pistas. El CD incluye remixes de crashfaster, Danimal Cannon, Bud Melvin y minusbaby.
| Lista de canciones de la banda sonora de Minecraft: The Story of Mojang |                                            |          |  |
| N.º                                                                     | Título                                     | Duración |  |
| 1.                                                                      | «cliffside hinson»                         | 3:46     |  |
| 2.                                                                      | «surface pension»                          | 6:34     |  |
| 3.                                                                      | «independent accident»                     | 4:11     |  |
| 4.                                                                      | «danny makes chiptune»                     | 2:46     |  |
| 5.                                                                      | «the first million»                        | 3:19     |  |
| 6.                                                                      | «certitudes»                               | 4:33     |  |
| 7.                                                                      | «impostor syndrome»                        | 2:24     |  |
| 8.                                                                      | «buildup errors»                           | 3:26     |  |
| 9.                                                                      | «for the sake of making games»             | 1:33     |  |
| 10.                                                                     | «preliminary art form»                     | 3:07     |  |
| 11.                                                                     | «lawyer cage fight»                        | 1:58     |  |
| 12.                                                                     | «lost cousins»                             | 1:31     |  |
| 13.                                                                     | «total drag»                               | 2:47     |  |
| 14.                                                                     | «drunken carboni»                          | 3:04     |  |
| 15.                                                                     | «the weirdest year of your life»           | 3:58     |  |
| 16.                                                                     | «swarms»                                   | 2:51     |  |
| 17.                                                                     | «diskdance»                                | 2:22     |  |
| 18.                                                                     | «pr department»                            | 1:25     |  |
| 19.                                                                     | «faux video production»                    | 3:08     |  |
| 20.                                                                     | «one last game»                            | 1:19     |  |
| 21.                                                                     | «this doesn't work»                        | 5:30     |  |
| 22.                                                                     | «wooden love»                              | 1:33     |  |
| 23.                                                                     | «disco, C418 - I glove thy flob»           | 1:47     |  |
| 24.                                                                     | «post success depression»                  | 3:12     |  |
| 25.                                                                     | «social lego»                              | 4:51     |  |
| 26.                                                                     | «jayson glove»                             | 3:18     |  |
| 27.                                                                     | «clumsiness and innovation»                | 3:03     |  |
| 28.                                                                     | «no pressure»                              | 3:04     |  |
| 29.                                                                     | «one»                                      | 2:27     |  |
| 30.                                                                     | «Nifflas, C418 - fifflas»                  | 1:34     |  |
| 31.                                                                     | «Laura Shigihara, C418 - tsuki no koibumi» | 5:07     |  |